# Ložina
Ložina este o localitate din comuna Podlehnik, Slovenia, cu o populație de 40 de locuitori.